# Rudolf Berlin

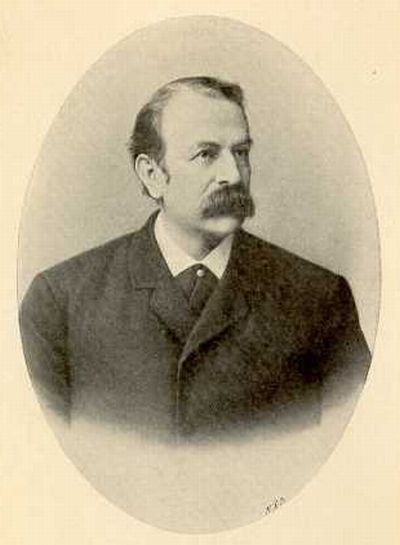
Rudolf Berlin

Rudolf August Johann Ludwig Wilhelm Berlin, auch Rudolph Berlin (* 2. Mai 1833 in Friedland (Mecklenburg); † 12. September 1897 in Linthal; begraben in Rostock) war ein deutscher Ophthalmologe.

## Leben
Rudolf Berlin wurde als Sohn des Arztes August Berlin (1803–1880) und dessen Frau Amalie, geb. Runge (1808–1884), geboren.  Sein Großvater Georg Ludwig Berlin (1772–1823) war Bürgermeister von Friedland gewesen. Amalie Runge war eine Nichte des bekannten Kunstmalers Philipp Otto Runge.
Er besuchte das Gymnasium seiner Vaterstadt und bestand hier Michaelis 1853 das Abitur. Anschließend studierte er Medizin in Göttingen, Würzburg und Erlangen sowie Augenheilkunde bei Albrecht von Graefe an der Berliner Charité. Rudolf Berlin war Mitglied der Corps Hannovera Göttingen und Nassovia Würzburg. Nach Beendigung seiner Studien wurde er Assistent bei Alexander Pagenstecher in Wiesbaden und an der chirurgischen Klinik in Tübingen. 1861 errichtete er in Stuttgart eine Augenklinik. 1870 habilitierte er sich dort für physiologische Optik an der Technischen Hochschule. 1875 wurde er Professor der vergleichenden Augenheilkunde an der Tierarzneischule in Stuttgart. Berlin betrieb zuerst die Augenheilkunde systematisch in vergleichender Weise und gab seit 1882 die Zeitschrift für vergleichende Augenheilkunde heraus, in welcher er eine Arbeit über den physikalisch-optischen Bau des Pferdeauges publizierte. Im Jahr 1884 wurde er zum Mitglied der Gelehrtenakademie Leopoldina gewählt. 1887 prägte Rudolf Berlin den Begriff Dyslexie. 1895/96 war er Dekan der Rostocker Medizinischen Fakultät an. 1897 wurde er zum Rektor gewählt. Schon wenige Monate danach starb er 65-jährig während eines Kuraufenthaltes in der Schweiz. Auf dem Alten Friedhof in Rostock, dem heutigen Lindenpark, ist sein Grabstein erhalten.
Berlin untersuchte die Exstirpation des Tränensacks, den Einfluss der Konvexgläser auf das exzentrische Sehen, die Sehnervendurchschneidung, die Netzhautablösung beim Pferde, die Pathologie und Anatomie der Tränendrüsen, die Refraktion der Tieraugen und anderes mehr.

## Werke

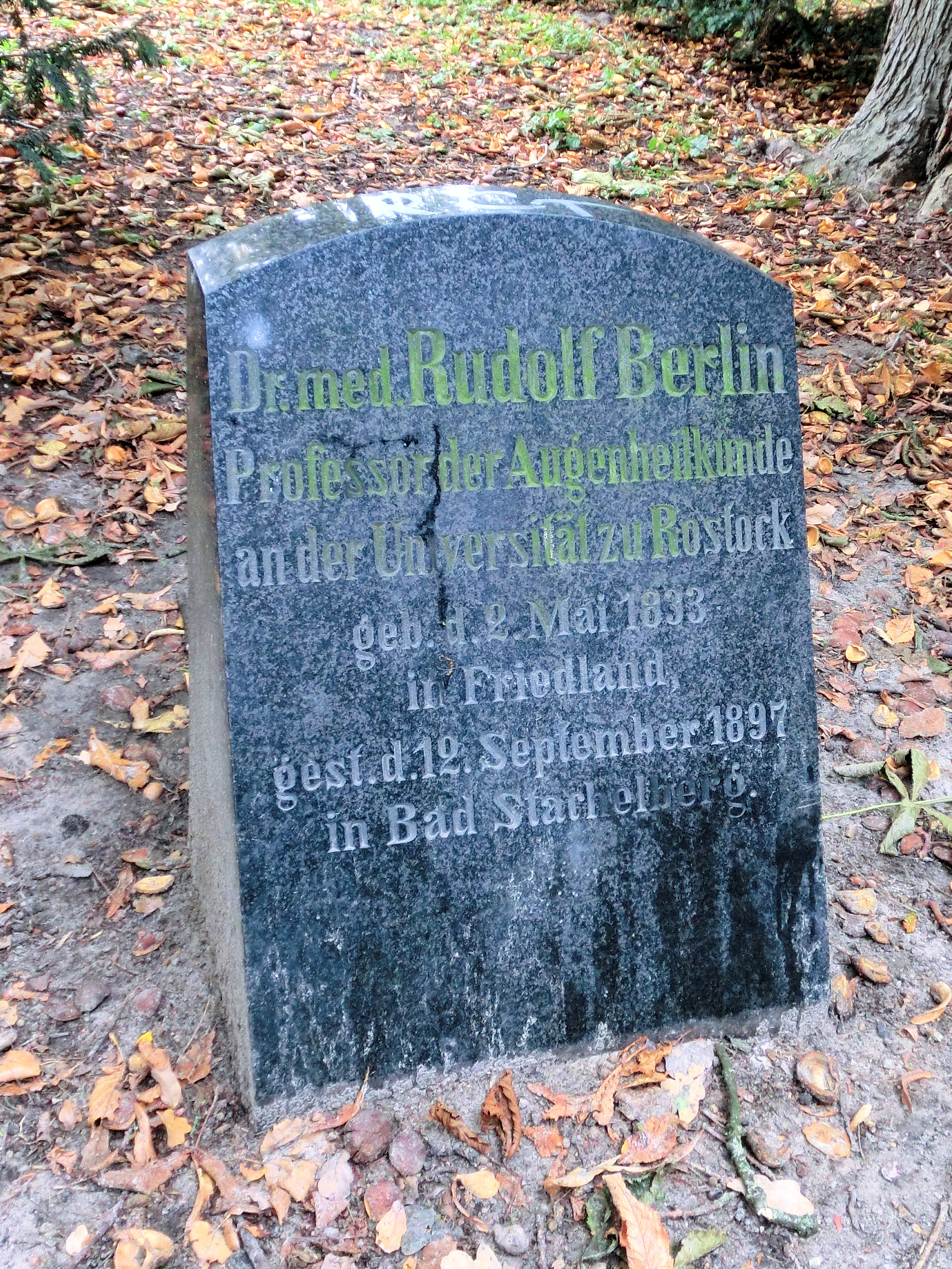
Grab auf dem Alten Friedhof in Rostock

- Eine besondere Art der Wortblindheit (Dyslexie). Wiesbaden 1887. (Digitalisat und Volltext im Deutschen Textarchiv, Digitalisat)
- Krankheiten der Orbita, in: Albrecht von Graefe und Edwin Theodor Sämisch: Handbuch der gesamten Augenheilkunde. Leipzig 1880.